# Iomachus punctulatus
Espèce
Iomachus punctulatus est une espèce de scorpions de la famille des Hormuridae.

## Distribution
Cette espèce est endémique du Tamil Nadu en Inde. Elle se rencontre dans les Anamallai Hills vers Koimator.

## Description
Le mâle holotype mesure 62 mm.

## Publication originale
- Pocock, 1897 : Descriptions of some new species of scorpions from India. Journal of the Bombay Natural History Society, vol. 11, p. 102–117 (texte intégral).